# Luis Olivera (futbolista)
Luis Julián Olivera (Villa de Mayo, Buenos Aires; 24 de octubre de 1998) es un futbolista argentino. Juega de defensor y su equipo actual es Gimnasia y Tiro de la Primera Nacional.

## Trayectoria

### River Plate
Jugador surgido de las divisiones inferiores de River Plate. Su debut en primera división se produjo el 8 de noviembre de 2015 en la fecha n.º 30 del Torneo Argentino de 2015 contra Newells Old Boys con tan solo 17 años recién cumplidos, partido que terminó 2-0 a favor del conjunto Rosarino.

### San Martín de San Juan
Es cedido por una temporada.

### Vuelta a River Plate
Nuevamente no es considerado por Marcelo Gallardo.

### River Plate (Uruguay)
En 2019 es contratado a préstamo por un año (sin cargo y sin opción de compra) por el cuadro darsenero.

### Sporting Kansas City II
Luego de rescindir el contrato en River Plate, en septiembre de 2019 es prestado por seis meses desde el Club Atlético Atenas de la Segunda División de Uruguay.

## Selección nacional

### Selección Argentina Sub-15
En agosto de 2013 fue convocado por el técnico Miguel Ángel Lemme para disputar la Copa de Naciones Sub-15 llevada a cabo en México. Logró el primer puesto con la selección.
En noviembre de 2013 formó parte de la Selección Argentina Sub-15, disputando el Campeonato Sudamericano Sub-15 de 2013 en Bolivia, logrando el tercer puesto.

#### Detalle
| \| N.º \| Fecha \| Estadio \| Local \| Resultado \| Visitante \| Goles \| Asist. \| Competición \| \| ----- \| ---------- \| ---------------------------------------------------- \| --------- \| --------- \| ---------- \| ----- \| ------ \| ------------------------------ \| \| 1 \| 10-08-2013 \| CECAP, México, D. F., México \| Argentina \| 1-1 \| Costa Rica \| \| \| Copa México de Naciones Sub-15 \| \| 2 \| 11-08-2013 \| CECAP, México, D. F., México \| Argentina \| 0-3 \| Colombia \| \| \| Copa México de Naciones Sub-15 \| \| 3 \| 12-08-2013 \| CECAP, México, D. F., México \| Argentina \| 5-0 \| Cuba \| \| \| Copa México de Naciones Sub-15 \| \| 4 \| 14-08-2013 \| CECAP, México, D. F., México \| Chile \| 1(3)-1(4) \| Argentina \| \| \| Copa México de Naciones Sub-15 \| \| 5 \| 16-08-2013 \| CECAP, México, D. F., México \| Paraguay \| 0-2 \| Argentina \| \| \| Copa México de Naciones Sub-15 \| \| 6 \| 18-08-2013 \| Estadio Azteca, México, D. F., México \| Uruguay \| 0-1 \| Argentina \| \| \| Copa México de Naciones Sub-15 \| \| 7 \| 16-11-2013 \| Estadio IV Centenario, Tarija, Bolivia \| Argentina \| 2-1 \| Ecuador \| \| \| Sudamericano Sub-15 \| \| 8 \| 18-11-2013 \| Estadio IV Centenario, Tarija, Bolivia \| Bolivia \| 1-2 \| Argentina \| \| \| Sudamericano Sub-15 \| \| 9 \| 22-11-2013 \| Estadio IV Centenario, Tarija, Bolivia \| Argentina \| 3-1 \| Paraguay \| \| \| Sudamericano Sub-15 \| \| 10 \| 28-11-2013 \| Estadio Ramón Tahuichi Aguilera, Santa Cruz, Bolivia \| Colombia \| 2-0 \| Argentina \| \| \| Sudamericano Sub-15 \| \| 11 \| 30-11-2013 \| Estadio Ramón Tahuichi Aguilera, Santa Cruz, Bolivia \| Chile \| 1-2 \| Argentina \| \| \| Sudamericano Sub-15 \| \| Total \| \| Presencias \| 11 \| \| Goles \| 1 \| 0 \| \| |            |                                                      |           |           |            |       |        |                                |
| N.º | Fecha      | Estadio                                              | Local     | Resultado | Visitante  | Goles | Asist. | Competición                    |
| 1 | 10-08-2013 | CECAP, México, D. F., México                         | Argentina | 1-1       | Costa Rica |       |        | Copa México de Naciones Sub-15 |
| 2 | 11-08-2013 | CECAP, México, D. F., México                         | Argentina | 0-3       | Colombia   |       |        | Copa México de Naciones Sub-15 |
| 3 | 12-08-2013 | CECAP, México, D. F., México                         | Argentina | 5-0       | Cuba       |       |        | Copa México de Naciones Sub-15 |
| 4 | 14-08-2013 | CECAP, México, D. F., México                         | Chile     | 1(3)-1(4) | Argentina  |       |        | Copa México de Naciones Sub-15 |
| 5 | 16-08-2013 | CECAP, México, D. F., México                         | Paraguay  | 0-2       | Argentina  |       |        | Copa México de Naciones Sub-15 |
| 6 | 18-08-2013 | Estadio Azteca, México, D. F., México                | Uruguay   | 0-1       | Argentina  |       |        | Copa México de Naciones Sub-15 |
| 7 | 16-11-2013 | Estadio IV Centenario, Tarija, Bolivia               | Argentina | 2-1       | Ecuador    |       |        | Sudamericano Sub-15            |
| 8 | 18-11-2013 | Estadio IV Centenario, Tarija, Bolivia               | Bolivia   | 1-2       | Argentina  |       |        | Sudamericano Sub-15            |
| 9 | 22-11-2013 | Estadio IV Centenario, Tarija, Bolivia               | Argentina | 3-1       | Paraguay   |       |        | Sudamericano Sub-15            |
| 10 | 28-11-2013 | Estadio Ramón Tahuichi Aguilera, Santa Cruz, Bolivia | Colombia  | 2-0       | Argentina  |       |        | Sudamericano Sub-15            |
| 11 | 30-11-2013 | Estadio Ramón Tahuichi Aguilera, Santa Cruz, Bolivia | Chile     | 1-2       | Argentina  |       |        | Sudamericano Sub-15            |
| Total |            | Presencias                                           | 11        |           | Goles      | 1     | 0      |                                |

No incluye partidos amistosos.

#### Copa México de Naciones Sub-15
| Torneo                       | Sede   | Resultado | Partidos | Goles |
| ---------------------------- | ------ | --------- | -------- | ----- |
| Copa México de Naciones 2013 | México | Campeón   | 6        | 1     |

#### Campeonato Sudamericano Sub-15
| Torneo                   | Sede    | Resultado    | Partidos | Goles |
| ------------------------ | ------- | ------------ | -------- | ----- |
| Sudamericano Sub-15 2013 | Bolivia | Tercer lugar | 5        | 0     |

### Selección argentina sub-17
El 1 de marzo de 2014 estuvo entre los 18 convocados por el técnico Miguel Ángel Lemme para disputar el Torneo masculino de fútbol en los Juegos Suramericanos de 2014 con la Sub-17 en el cual ganó la medalla de plata.
El 25 de enero de 2015, Miguel Ángel Lemme incluyó a Luis Olivera en la Preselección Sub-17 de 31 jugadores para disputar el Campeonato Sudamericano Sub-17 a disputarse en Paraguay, de esta nómina quedarán 22 jugadores. Los jugadores se entrenarán de cara al certamen a partir del 26 de enero.
El 20 de febrero de 2015, Miguel Ángel Lemme, director técnico de la Selección Argentina Sub-17, entregó una lista con los 22 futbolistas en el cual fue convocado para que comenzara a entrenarse de cara al Campeonato Sudamericano Sub-17 de la categoría que se disputará a partir de marzo en Paraguay.

#### Detalle
| \| N.º \| Fecha \| Estadio \| Local \| Resultado \| Visitante \| Goles \| Asist. \| Competición \| \| ----- \| ---------- \| ----------------------------------------------------- \| --------- \| --------- \| --------- \| ----- \| ------ \| -------------------- \| \| 1 \| 11-03-2014 \| Estadio Bicentenario Municipal, Santiago, Chile \| Argentina \| 5-2 \| Perú \| \| \| Juegos Suramericanos \| \| 2 \| 13-03-2014 \| Estadio Bicentenario Municipal, Santiago, Chile \| Colombia \| 1-2 \| Argentina \| \| \| Juegos Suramericanos \| \| 3 \| 15-03-2014 \| Estadio Bicentenario Municipal, Santiago, Chile \| Argentina \| 1-0 \| Ecuador \| \| \| Juegos Suramericanos \| \| 4 \| 17-03-2014 \| Estadio Bicentenario Municipal, Santiago, Chile \| Argentina \| 1-2 \| Colombia \| \| \| Juegos Suramericanos \| \| 5 \| 08-03-2015 \| Estadio Feliciano Cáceres, Luque, Paraguay \| Uruguay \| 2-1 \| Argentina \| \| \| Sudamericano Sub-17 \| \| 6 \| 10-03-2015 \| Estadio Feliciano Cáceres, Luque, Paraguay \| Argentina \| 4-1 \| Bolivia \| \| \| Sudamericano Sub-17 \| \| 7 \| 14-03-2015 \| Estadio Lic. Erico Galeano Segovia, Capiatá, Paraguay \| Argentina \| 1-0 \| Chile \| \| \| Sudamericano Sub-17 \| \| 8 \| 17-03-2015 \| Estadio Feliciano Cáceres, Luque, Paraguay \| Brasil \| 0-1 \| Argentina \| \| \| Sudamericano Sub-17 \| \| 9 \| 20-03-2015 \| Estadio Dr. Nicolás Leoz, Asunción, Paraguay \| Paraguay \| 1-4 \| Argentina \| \| \| Sudamericano Sub-17 \| \| Total \| \| Presencias \| 9 \| \| Goles \| 0 \| 0 \| \| |            |                                                       |           |           |           |       |        |                      |
| N.º | Fecha      | Estadio                                               | Local     | Resultado | Visitante | Goles | Asist. | Competición          |
| 1 | 11-03-2014 | Estadio Bicentenario Municipal, Santiago, Chile       | Argentina | 5-2       | Perú      |       |        | Juegos Suramericanos |
| 2 | 13-03-2014 | Estadio Bicentenario Municipal, Santiago, Chile       | Colombia  | 1-2       | Argentina |       |        | Juegos Suramericanos |
| 3 | 15-03-2014 | Estadio Bicentenario Municipal, Santiago, Chile       | Argentina | 1-0       | Ecuador   |       |        | Juegos Suramericanos |
| 4 | 17-03-2014 | Estadio Bicentenario Municipal, Santiago, Chile       | Argentina | 1-2       | Colombia  |       |        | Juegos Suramericanos |
| 5 | 08-03-2015 | Estadio Feliciano Cáceres, Luque, Paraguay            | Uruguay   | 2-1       | Argentina |       |        | Sudamericano Sub-17  |
| 6 | 10-03-2015 | Estadio Feliciano Cáceres, Luque, Paraguay            | Argentina | 4-1       | Bolivia   |       |        | Sudamericano Sub-17  |
| 7 | 14-03-2015 | Estadio Lic. Erico Galeano Segovia, Capiatá, Paraguay | Argentina | 1-0       | Chile     |       |        | Sudamericano Sub-17  |
| 8 | 17-03-2015 | Estadio Feliciano Cáceres, Luque, Paraguay            | Brasil    | 0-1       | Argentina |       |        | Sudamericano Sub-17  |
| 9 | 20-03-2015 | Estadio Dr. Nicolás Leoz, Asunción, Paraguay          | Paraguay  | 1-4       | Argentina |       |        | Sudamericano Sub-17  |
| Total |            | Presencias                                            | 9         |           | Goles     | 0     | 0      |                      |

No incluye partidos amistosos.

### Juegos Suramericanos
| Torneo                       | Sede  | Resultado  | Partidos | Goles |
| ---------------------------- | ----- | ---------- | -------- | ----- |
| Juegos Suramericanos de 2014 | Chile | Subcampeón | 4        | 0     |

### Sudamericano Sub-17
| Torneo                   | Sede     | Resultado  | Partidos | Goles |
| ------------------------ | -------- | ---------- | -------- | ----- |
| Sudamericano Sub-17 2015 | Paraguay | Subcampeón | 5        | 0     |

### Mundial Sub-17
| Torneo                      | Sede  | Resultado      | Partidos | Goles |
| --------------------------- | ----- | -------------- | -------- | ----- |
| Copa Mundial Sub-17 de 2015 | Chile | Fase de grupos | 2        | 0     |

## Estadísticas

### Clubes
- Actualizado hasta el 18 de febrero de 2019.

| Club | Div.                | Temporada           | Liga  | Liga  | Liga   | Copas Nacionales(1) | Copas Nacionales(1) | Copas Nacionales(1) | Torneos Internacionales(2) | Torneos Internacionales(2) | Torneos Internacionales(2) | Total | Total | Total  | Medida goleadora(3) |
| Club | Div.                | Temporada           | Part. | Goles | Asist. | Part.               | Goles               | Asist.              | Part.                      | Goles                      | Asist.                     | Part. | Goles | Asist. | Medida goleadora(3) |
| --- | ------------------- | ------------------- | ----- | ----- | ------ | ------------------- | ------------------- | ------------------- | -------------------------- | -------------------------- | -------------------------- | ----- | ----- | ------ | ------------------- |
| River Plate Argentina |                     |                     |       |       |        |                     |                     |                     |                            |                            |                            |       |       |        |                     |
| 1.ª | 2015                | 1                   | 0     | 0     | 0      | 0                   | 0                   | 0                   | 0                          | 0                          | 1                          | 0     | 0     | 0,00   |                     |
| 1.ª | 2016                | 1                   | 0     | 0     | -      | -                   | -                   | 0                   | 0                          | 0                          | 1                          | 0     | 0     | 0,00   |                     |
| 1.ª | 2016-17             | 5                   | 0     | 0     | 2      | 0                   | 0                   | 1                   | 0                          | 0                          | 8                          | 0     | 0     | 0,00   |                     |
| 1.ª | 2018-19             | 0                   | 0     | 0     | 0      | 0                   | 0                   | 0                   | 0                          | 0                          | 0                          | 0     | 0     | 0,00   |                     |
| Total club | Total club          | 7                   | 0     | 0     | 2      | 0                   | 0                   | 1                   | 0                          | 0                          | 10                         | 0     | 0     | 0,00   |                     |
| San Martín (SJ) Argentina |                     |                     |       |       |        |                     |                     |                     |                            |                            |                            |       |       |        |                     |
| 1.ª | 2017-18             | 13                  | 0     | 0     | 0      | 0                   | 0                   | -                   | -                          | -                          | 13                         | 0     | 0     | 0,00   |                     |
| Total club | Total club          | 13                  | 0     | 0     | 0      | 0                   | 0                   | -                   | -                          | -                          | 13                         | 0     | 0     | 0,00   |                     |
| River Plate (Uruguay) · Uruguay |                     |                     |       |       |        |                     |                     |                     |                            |                            |                            |       |       |        |                     |
| 1.ª | 2019                | 6                   | 0     | 0     | -      | -                   | -                   | 2                   | 0                          | 0                          | 8                          | 0     | 0     | 0,00   |                     |
| Total club | Total club          | 6                   | 0     | 0     | -      | -                   | -                   | 2                   | 0                          | 0                          | 8                          | 0     | 0     | 0,00   |                     |
| Sporting Kansas City II Estados Unidos |                     |                     |       |       |        |                     |                     |                     |                            |                            |                            |       |       |        |                     |
| 2.ª | 2019                | 1                   | 0     | 0     | 0      | 0                   | 0                   | -                   | -                          | -                          | 1                          | 0     | 0     | 0,00   |                     |
| Total club | Total club          | 1                   | 0     | 0     | 0      | 0                   | 0                   | -                   | -                          | -                          | 1                          | 0     | 0     | 0,00   |                     |
| Total en su carrera | Total en su carrera | Total en su carrera | 27    | 0     | 0      | 2                   | 0                   | 0                   | 3                          | 0                          | 0                          | 32    | 0     | 0      | 0,00                |
| (1) Las copas nacionales se refiere a la Copa Argentina. (2) Las copas internacionales se refiere a la Copa Sudamericana. (3) Media de goles por encuentro. No incluye goles en partidos amistosos. |                     |                     |       |       |        |                     |                     |                     |                            |                            |                            |       |       |        |                     |

### Selección
- Actualizado hasta el 8 de noviembre de 2015.

| Selección        | Año           | Amistoso | Amistoso | Amistoso | Mundial | Mundial | Mundial | Sudamericano | Sudamericano | Sudamericano | Copa México de Naciones | Copa México de Naciones | Copa México de Naciones | Juegos Suramericanos | Juegos Suramericanos | Juegos Suramericanos | Total | Total | Total |
| Selección        | Año           | PJ       | G        | A        | PJ      | G       | A       | PJ           | G            | A            | PJ                      | G                       | A                       | PJ                   | G                    | A                    | PJ    | G     | A     |
| ---------------- | ------------- | -------- | -------- | -------- | ------- | ------- | ------- | ------------ | ------------ | ------------ | ----------------------- | ----------------------- | ----------------------- | -------------------- | -------------------- | -------------------- | ----- | ----- | ----- |
| Sub-15 Argentina | 2013          | 0        | 0        | 0        | -       | -       | -       | 5            | 0            | 0            | 6                       | 1                       | 0                       | -                    | -                    | -                    | 11    | 1     | 0     |
| Sub-15 Argentina | Total         | 0        | 0        | 0        | -       | -       | -       | 5            | 0            | 0            | 6                       | 1                       | 0                       | -                    | -                    | -                    | 11    | 1     | 0     |
| Sub-17 Argentina | 2014          | 0        | 0        | 0        | 0       | 0       | 0       | 0            | 0            | 0            | 0                       | 0                       | 0                       | 4                    | 0                    | 0                    | 4     | 0     | 0     |
| Sub-17 Argentina | 2015          | 0        | 0        | 0        | 2       | 0       | 0       | 5            | 0            | 0            | -                       | -                       | -                       | -                    | -                    | -                    | 7     | 0     | 0     |
| Sub-17 Argentina | Total         | 0        | 0        | 0        | 2       | 0       | 0       | 5            | 0            | 0            | 0                       | 0                       | 0                       | 4                    | 0                    | 0                    | 11    | 0     | 0     |
| Total carrera    | Total carrera | 0        | 0        | 0        | 2       | 0       | 0       | 10           | 0            | 0            | 6                       | 1                       | 0                       | 4                    | 0                    | 0                    | 22    | 1     | 0     |

## Palmarés

### Campeonatos nacionales
| Título         | Club        | Sede    | Año  |
| -------------- | ----------- | ------- | ---- |
| Copa Argentina | River Plate | Córdoba | 2016 |

### Campeonatos internacionales
| Título              | Club        | Sede         | Año  |
| ------------------- | ----------- | ------------ | ---- |
| Recopa Sudamericana | River Plate | Buenos Aires | 2016 |

| Título                         | Selección        | Sede      | Año  |
| ------------------------------ | ---------------- | --------- | ---- |
| Copa México de Naciones Sub-15 | Argentina sub-15 | México DF | 2013 |